# Berizkî, Hadeaci
Berizkî (în ucraineană Берізки) este un sat în comuna Svatkî din raionul Hadeaci, regiunea Poltava, Ucraina.

## Demografie
Componența lingvistică a localității Berizkî
     Ucraineană (100%)
Conform recensământului din 2001, toată populația localității Berizkî era vorbitoare de ucraineană (100%).